# 玛丽拉·卡斯特罗
玛丽拉·卡斯特罗·埃斯平（西班牙語：Mariela Castro Espín；1962年7月27日—），古巴LGBT权利运动家，现任全国性教育中心主任、全国人民政权代表大会代表。

## 生平

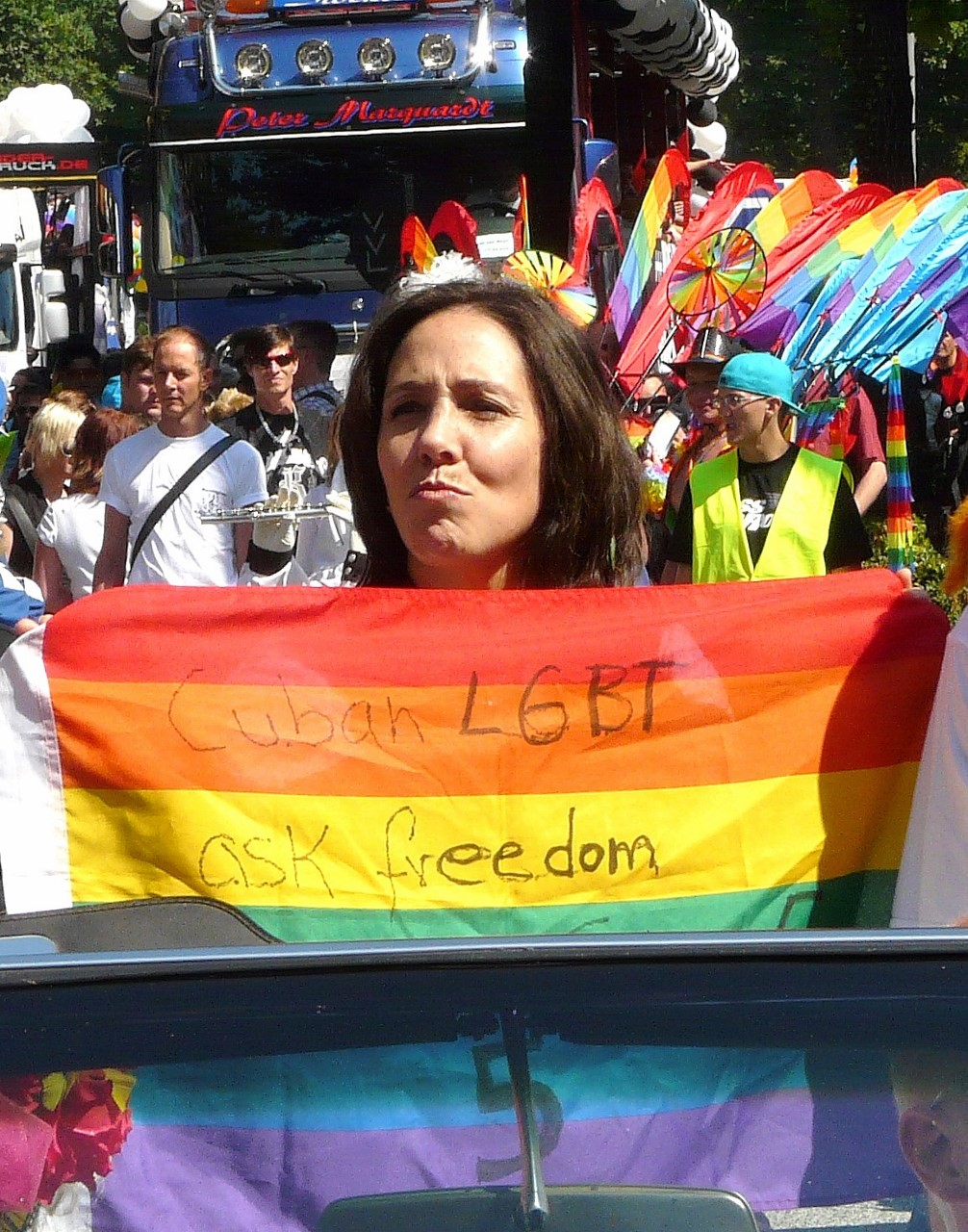
玛丽拉·卡斯特罗于2010年汉堡骄傲游行

玛丽拉·卡斯特罗是古巴革命家劳尔·卡斯特罗和女性主义活动家比尔玛·埃斯平的女儿，同时也是古巴革命领袖菲德尔·卡斯特罗的侄女，她还有一个弟弟亞歷杭德罗·卡斯特罗。
她的团队推动有效的艾滋病病预防并且促进人们对LGBT人权的认可和接受。2005年，她提出一个计划，允许跨性別接受性別重置手術，并在法律上改变性别。这项措施在2008年6月正式成为法律。
玛丽拉·卡斯特罗是古巴多重学科中心性学研究主席，性别认同障碍全国委员会主席和预防，对抗和打击艾滋病直接行动小组的成员，也是性健康世界协会的执行委员。她还是古巴全国性教育中心出版的杂志《性学与社会》的主编。
她已经发表了13篇学术文章，出版了9本书。
玛丽拉现在的丈夫是意大利人保罗·蒂托洛，与他有两个孩子，还有一个女儿是与前夫智利人胡安·古铁雷斯·菲施曼所生。